# کوشلفکا (شهرستان دووانسکی، باشقیرستان)
کوشلفکا (انگلیسی: Koshelevka, Republic of Bashkortostan) یک شهرک در شهرستان دووانسکی در استان باشقیرستان کشور روسیه است.